# ورتر (تورینگن)
ورتر (به آلمانی: Werther) یک شهر در آلمان است که در نوردهاوزن واقع شده‌است. ورتر ۳٬۶۰۰ نفر جمعیت دارد.